# Psalm 46

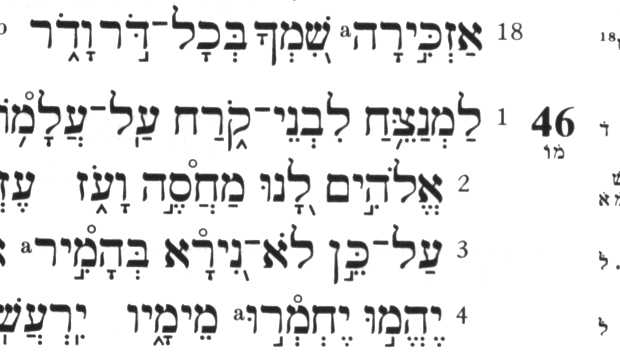
Beginn von Psalm 46 auf Hebräisch

Der 46. Psalm ist ein Psalm der „Söhne Korach“. Er gehört zu den so genannten Zionsliedern und steht im 2. Buch des Psalters.

## Einordnung
Nach dem 2. Buch der Chronik 20,19 sind die Söhne Korach, denen der Psalm im 1. Vers zugeschrieben wird, wohl ein Geschlecht von Tempelsängern. Bei der einleitenden Anweisung „nach der Weise Jungfrauen“ ist umstritten, ob damit eine bekannte Melodie oder ein hebräischer Ausdruck für hohe Stimmen gemeint ist.

## Aufbau
- Vers 1: Benennung der Söhne Korach als Autoren und Hinweis auf die Vortragsweise
- Vers 2–4: Bekenntnis des Vertrauens der Gemeinde, selbst wenn die Schöpfung im Chaos versänke
- Vers 5–8: Blick auf die ungestörte Sicherheit der Stadt Gottes, die auch durch den Angriff von außen nicht erschüttert werden kann
- Vers 9–12: Rückblick auf den Sieg Gottes und auf seine friedensschaffende Macht; in Vers 11 ergreift Gott selbst das Wort.

In den Versen 8 und 12 wiederholt sich ein Refrain. Dieser Refrain stand ursprünglich wohl auch zwischen Vers 4 und 5, fiel aber vermutlich durch einen Abschreibefehler weg.

„Der Herr Zebaoth ist mit uns, der Gott Jakobs ist unser Schutz.“

## Einzelbeobachtungen
- V. 1 gibt, wie in vielen anderen Psalmen auch, die musikalischen Anleitungen. In dem Fall ist die Melodie nach der Art der „weisen Mädchen“ (עֲלָמוֹת) – es gab teilweise ein und dieselbe Melodie, die für mehrere Texte verwendet wurde.
- V. 2  עֶזְרָה ist die feminine Form von der maskulinen Form  עֵזֶר. Die maskuline Form beschreibt den Allgemeinzustand (Hilfe/Hilfsbereitschaft), die feminine Form eine Konkretisierung (Hilfstat) – ähnlich wie bei dem maskulinen (צֶדֶק) und femininen Wort (צְדָקָה) für Gerechtigkeit (maskulin: allgemeiner Gerechtigkeitszustand – feminin: konkrete gerechte Tat).
- V. 4 Sela ist ein Tonzeichen (vgl. V. 8 und V. 12)
- V. 6 bildet das theologische Zentrum: Nichts ist zu fürchten, weil Gott in der Mitte ist.
- V. 5 enthält den Grund, warum der Psalm zu den Zionspsalmen gerechnet wird: Es geht um die „Stadt Gottes“ (עִיר־אֱלֹהִים).
- V. 7 Die Völker tun das, was Zion nicht tut – sie wanken.
- V. 8 + V. 12 enthalten die zentralen Motive des Mit-Seins Gottes, seiner Wohnung in der Stadt, sodass der Friede und die Furchtlosigkeit möglich ist.

## Musikalische Rezeption
Das Lied Ein feste Burg ist unser Gott von Martin Luther aus dem Jahr 1529 sowie die darauf basierende Kantate von Johann Sebastian Bach sind an Psalm 46 angelehnt, ebenso Ludwig Hailmanns Reformationslied Lobt Gott, ihr frommen Christen, freut euch und jubilirt mit David, dem Psalmisten.